# Potamotrygon constellata
Potamotrygon constellata is een vissensoort uit de familie van de zoetwaterroggen (Potamotrygonidae). De wetenschappelijke naam van de soort is voor het eerst geldig gepubliceerd in 1880 door Vaillant.